# José Marcelo Ferreira
José Marcelo Ferreira, mais conhecido como Zé Maria (Oeiras, 25 de julho de 1973), é um ex-futebolista e treinador de futebol profissional brasileiro. Atuava na posição de lateral-direito.
Zé Maria passou por diversos clubes, entre os quais Portuguesa, Palmeiras, Flamengo, Sergipe, Ponte Preta, Vasco da Gama, Cruzeiro, e os italianos Parma, Perugia e Internazionale, e também jogou pela Seleção Brasileira de Futebol.

## Carreira

### Portuguesa
Natural de Oeiras, Piauí. Fez peneiras até ingressar na Portuguesa. No clube paulistano, começou a atuar em 1991, jogando pelo clube até 1995. Neste período foi emprestado ao Sergipe e e Ponte Preta.

### Flamengo
Com boas atuações na Lusa, Zé Maria foi contratado pelo Flamengo para a temporada de 1996, sua rápida adaptação levou a proposta internacional do Parma FC, na metade da temporada de 1996.

### Regresso a Lusa
Em 2008, regressou ao clube onde iniciou a carreira, a Portuguesa, para a disputa do Campeonato Paulista.
Em agosto de 2008, após a rescisão de seu contrato com a Lusa, ele  aceitou uma oferta para treinar o Città di Castello, clube amador da Itália e aposentou-se da carreira como jogador. Após a aposentadoria, Zé Maria declarou que continuará morando no país.

## Títulos
Sergipe
- Campeonato Sergipano: 1993

Flamengo
- Campeonato Carioca: 1996
- Taça Guanabara: 1996
- Taça Rio: 1996
- Copa Ouro Sul-Americana: 1996

Seleção Brasileira
- Pré-Olímpico Sul-Americano Sub-23: 1996
- Copa das Confederações: 1997

Vasco da Gama
- Torneio Rio-São Paulo: 1999
- Taça Rio: 1999

Perugia
- UEFA Intertoto Cup: 2004

Inter de Milão
- Coppa Italia: 2004-05, 2005-06
- Supercoppa Italiana: 2005
- Serie A: 2005-06